# Kloveniersdoelen (Middelburg)
De Kloveniersdoelen is een rijksmonument gelegen aan de Achter de Houttuinen tegenover de Langeviele in Middelburg in de provincie Zeeland. Het gebouw uit 1611 heeft een Vlaamse gevel.

## De Kloveniers
In de middeleeuwen ontstonden er in Middelburg achtereenvolgens drie schutterijen, de St.-Sebastiaan schutterij van de handboog, de St.-Joris schutterij van de kruis- of voetboog en de geweerschutterij, genaamd Kloveniers, naar de clover. Schutterij van de bus was ook een gangbare naam.  Deze schutterij werd opgericht in 1509 en maakte aanvankelijk gebruik van een schuttershof aan de zuidzijde van de Dam. Deze locatie voldeed echter niet en er was behoefte aan zowel een groter gebouw als een schietbaan. Om dit te verwezenlijken stelde het stadsbestuur op 5 mei 1607 700 Vlaamse pond (één pond had ongeveer een waarde van zes Hollandse gulden) ter beschikking om aan het einde van de Langeviele een nieuw schuttershof te bouwen. De Domburgse Watergang, die over dit terrein liep, werd overwelfd door de stad in 1610. In 1611 was het gebouw gereed en kon het betrokken worden door de Kloveniers.

## Architectuur
De voorgevel, uitgerust met 36 sierankers, is opgetrokken uit baksteen met speklagen, rustend op een plint van zandsteen. De Vlaamse topgevel, boven het bordes, met twee voluten en wordt in drie delen verdeeld door twee waterlijsten. In de gevel zijn twee gebeeldhouwde stenen aangebracht met de wapens van Middelburg en Zeeland. De gevel wordt afgesloten met een gebeeldhouwde gevelsteen met twee haakbussen en kogels, verwijzend naar het gebruik door de Kloveniers. Boven op deze steen staat een fronton met blank wapenschild en deze wordt bekroond door een vergulde adelaar. Het dubbele bordes is gebalustreerd met zandsteen, versierd met vier leeuwen en de wapens van Middelburg en Zeeland. De architect van de Kloveniersdoelen is niet bekend.

## Gebruik
Tijdens de jaren zeventig en tachtig van de achttiende eeuw ontstonden er door heel Nederland patriotse genootschappen. De patriotten kwamen vooral uit de opkomende burgerij en wilden democratische hervormingen in Nederland en kwamen daarbij rechtstreeks tegenover de prinsgezinden te staan. Ook in Middelburg werd een genootschap opgericht, genaamd 'Luctando Emergentis', welke werd geleid door stadsdokter Lucas van Steveninck. In 1786 werd het genootschap ontbonden door het stadsbestuur, maar de leden infiltreerden in Kloveniers schutterij en gingen hier verder met wapenoefeningen. 
Uiteindelijk kwam het tot een treffen. Op 29 juni 1787 werd er een rood vlaggetje gezien op een schip, wat door orangisten werd gezien als een patriottische bloedvlag. Er ontstond een oproer en een menigte trok door de stad en vernielde ruiten bij patriottische inwoners. De Kloveniers reageerden door zich te bewapenen en stelde zich op met 70-80 man op de markt. Het stadsbestuur sloeg de hulp af en vertrouwde op de burgerwacht. De volgende dag hadden de orangisten enkele kanonnen weten te bemachtigen en beschoten hiermee het huis van stadsdokter van Steveninck. Op 1 juli nam het geweld toe. De menigte, waaronder nu ook boeren uit Walcheren, vissers uit Arnemuiden, en enkele Chinezen vanaf een Oost-Indiëvaarder trok naar de Kloveniersdoelen en bestormde het gebouw dat werd geplunderd. Ook in de stad werden vernielingen aangericht waarbij niet alleen gewonden maar ook doden vielen. Op 2 juli betoonde het stadsbestuur trouw aan de stadhouder, werden patriotten uit het stadsbestuur verwijderd en de Klovenier schutterij werd ontbonden. Op 3 juli arriveerde een bataljon militairen uit Sluis en kon de rust worden hersteld.
Na 278 jaar bestaan te hebben hield de schutterij op te bestaan en de doelen werd verkocht aan de VOC, die er een rekrutendepot in vestigde. Dit duurde tot de Franse inval in 1795 toen het gebouw werd ingericht als militair hospitaal. Tijdens de Engelse inval werd deze ontruimd, maar toen de Fransen Walcheren weer in handen hadden werd het op 21 januari 1810 weer in gebruik genomen. In 1811 stierven er 1857 Franse soldaten aan Zeeuwse koorts. Op 1 augustus 1813 werd het hospitaal verplaatst naar de Grote Kerk in Veere. Alhoewel het gebouw een aantal jaren leegstond bleef de doelen in gebruik als militair hospitaal. In 1914 werden er gewonde geïnterneerde Belgische soldaten verpleegd. Aan het begin van de Tweede Wereldoorlog, op 6 juli 1940, werd het gebouw tijdelijk ingericht als kantoor van de Distributiedienst. Na de oorlog kwam het in gebruik als hulpkazerne voor het leger. In 1956 nam de Militair Geneeskundige Dienst een nieuw gebouw in gebruik aan het Molenwater en werd de Kloveniersdoelen door het rijk overgedragen aan het gemeentebestuur, maar er kon geen passende bestemming voor worden gevonden. In 1958 werd een deel tijdelijk ingericht als kleuterschool. Uiteindelijk werd besloten om de Provinciale Muziekbibliotheek in de doelen te huisvesten en deze nam in 1973 haar intrek. In 1984 verhuisde deze weer naar het nieuwe gebouw van de Provinciale Zeeuwse Bibliotheek aan de Kousteensedijk.
In juli 1985 nam het Zeeuws Kunstenaarscentrum haar intrek, een particuliere instelling opgericht in 1975 welke tentoonstellingen verzorgde van moderne kunst. Deze instelling vertrok twee jaar later ook naar de Zeeuwse Bibliotheek. In 1985 werd de doelen ook het onderkomen van de Stichting Nieuwe Muziek en er werden concerten gehouden in de grote zaal. In 2004 verhuisde deze stichting naar de Grote Kerk in Veere en veranderde de naam in Muziekpodium Zeeland. De Kloveniersdoelen stonden weer leeg. Echter, in 2010, ontwikkelden de directie van de Drvkkery en Cinema Middelburg plannen om de doelen te gaan gebruiken als filmtheater met een grand- café en zalen voor activiteiten. Vanaf 21 juni 2013 kon het pand met deze nieuwe horeca- en cultuurfunctie weer in gebruik genomen worden.

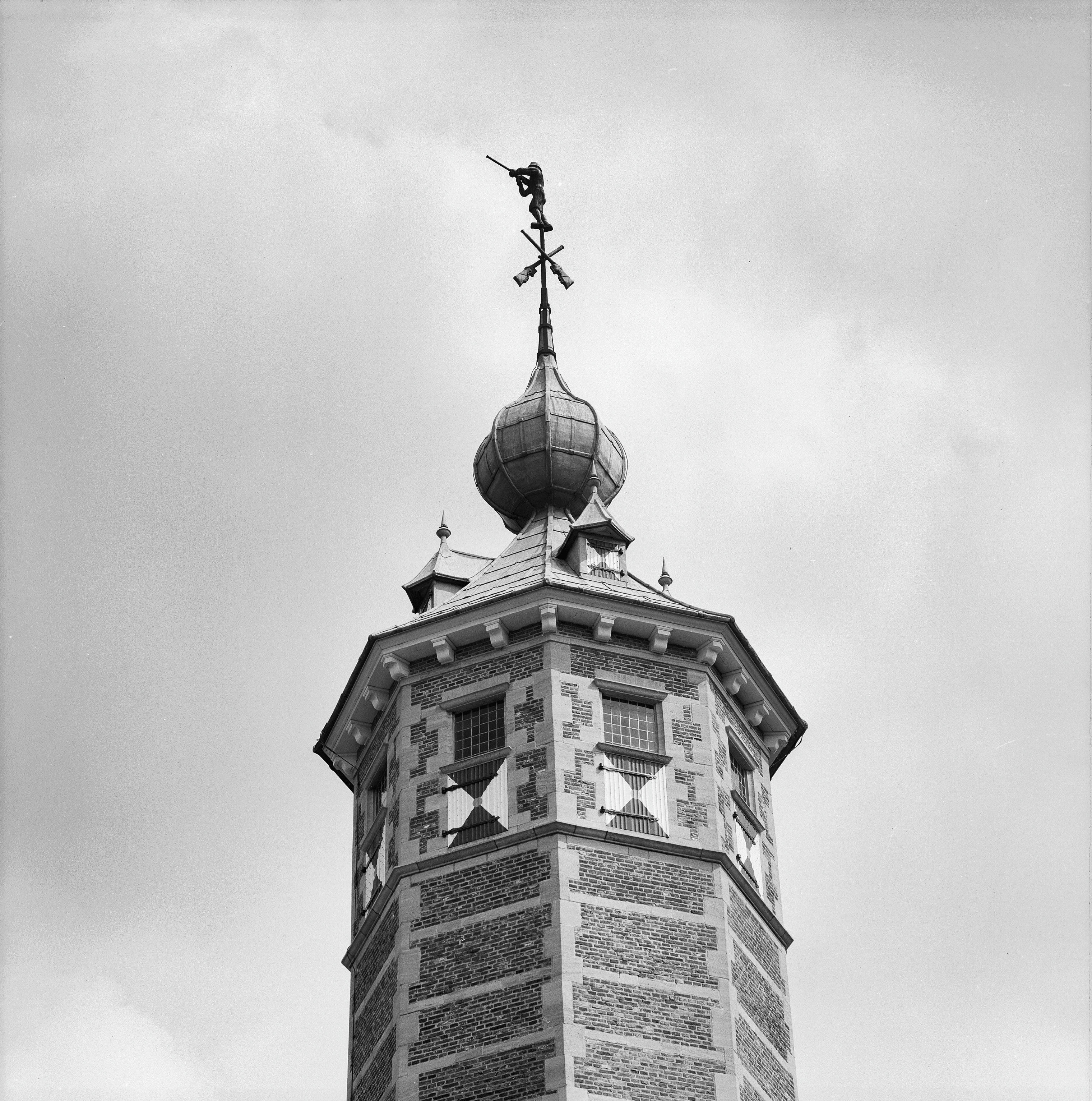
De torenspits, in oude glorie hersteld tijdens de restauratie in de jaren zeventig.

## Restauraties
Al in 1617 waren reparaties noodzakelijk, er werden hagen en bomen aangeplant op het terrein achter de doelen en er werden twee beelden geleverd door steenhouwer Dirk de Sluijter, al de kosten werden betaald door de stad. Ook een reparatie van de gevel in 1687 werd bekostigd door het stadsbestuur. Het uiterlijk van de doelen veranderde in 1735 toen de bliksem insloeg in de toren en daardoor veel schade veroorzaakte. Op last van stadsarchitect Jan de Munck werd het bovenste deel van de toren afgebroken. In 1752 verkeerde de voorgevel in een slechte staat en moest worden gerepareerd, al deze reparaties werden weer betaald door het stadsbestuur. 
Ondanks de vele reparaties nam de staat van het gebouw steeds verder af. Aan het begin van de twintigste eeuw waren de ramen dichtgemetseld en de voorgevel was gecementeerd. In 1914 werd daarom de bouwkundige Jan Adriaan Frederiks benaderd. Hij had aan het einde van de negentiende eeuw de Middelburgse abdij gerestaureerd. De restauratie en reconstructie vond plaats tot 1919. Tussen 1964-1969 vond opnieuw een algehele restauratie plaats, onder leiding van architect Mattheus Johannes Jan van Beveren, hij was ook bij de naoorlogse restauratie van het stadhuis betrokken geweest. Aan het begin van 2013 werd het gebouw inwendig aangrijpend verbouwd waarna een filmtheater en grand café in het pand kon worden gevestigd.